# シルヴィア (歌手)
シルヴィア（本名：松田 理恵子（まつだ りえこ）、1958年3月21日 - 2010年11月28日）は、日本の歌手。

## 来歴
大阪府布施市（現：東大阪市）の出身。血液型AB型。実業団のバレーボール選手セッターで活動後、佐川満男、中村泰士に師事。1978年2月、佐川満男が大阪・北新地で経営するクラブ「ルーマハウス・アスク」の店で歌っているところを、過去に発売されて不発だった「別れても好きな人」をカラオケブームの中、男女デュエットでもう一度売り出したいと考えていたロス・インディオスのリーダー棚橋静雄の元に紹介され、ロス・インディオスに初代女性ボーカリストとして参加。当時20歳で、ポップス志向だったことと、ロス・インディオスのメンバーが最大で20以上違い、近くても8歳も年の差があることから、半年限定、「別れても好きな人」1曲だけの参加という約束で、ロス・インディオス&シルヴィアとして参加するも、1979年にリリースされたデビュー曲「別れても好きな人」がミリオンセールスとなり、一躍スター歌手となり、半年の予定が3年在籍。1983年に菅原洋一と歌ったデュエット曲「アマン」がヒット。これを転機にひとり立ちしてソロ歌手としても活動を始める。
ソロ活動はイベントやディナーショーが中心で、自身のヒット曲を観客の１人とデュエットするコーナーのほか、彼女の音楽的ルーツであるブラジル音楽も取り入れ、ボサノバの「イパネマの娘」やナラ・レオンが日本のCMのために録音した「あの日からサウダージ」の日本語訳も歌う。
その後、東京プリンやエド山口とのコミカルなデュエット曲を発売した。生前最後のレコードは「愛の街　稲城」(クラウンレコード)であり、友人であるシンガーソングライターの塚本正治より「唄」という楽曲を提供され、練習中だった。
2009年（平成21年）5月にステージⅣまで進行した肺癌が見つかる。手術が不可能な状態で、入退院を繰り返しながら放射線治療などを受けてきた。2010年（平成22年）11月28日に東京都港区の病院で、前夫の長男である歌手の中山貴大に看取られ死去。52歳没。

## 代表曲
- 別れても好きな人（1979.9）オリコン最高4位，90.0万枚
- それぞれの原宿（1980.12）オリコン最高43位，6.4万枚
- うそよ今夜も（1981.7）オリコン最高95位，0.6万枚
- 雨にしのんで（1982.3）作曲は来生たかお
- おもい手（1982.9）（以上、ロス・インディオス&シルヴィアとして）
- アマン（菅原洋一とのデュエット）（1982.11）オリコン最高134位
- 愛のキャラバン（1983.8）作詞・作曲は谷村新司（ソロデビュー曲）
- Let's Dream（1988.9）日立建機イメージソング
- 離婚適齢期（1992.5）
- 二股の女（東京プリンとのデュエット）（1999.3）（えんか!!えいべっくす）
- ムードコーラス命です。（エド山口とのデュエット）（2003.6）（日本コロムビア）
- 能登空港（三輪一雄とのデュエット）（2006.6）「能登空港」
- 東京の男が好きなんか（2007.1）カップリングに「別れても好きな人」ハワイアンバージョンを収録（徳間ジャパン）
- 愛の街　稲城（クラウン）

## NHK紅白歌合戦出場歴
| 年度/放送回                                                                         | 曲目             | 対戦相手          | 備考                                                   |
| ----------------------------------------------------------------------------------- | ---------------- | ----------------- | ------------------------------------------------------ |
| 1980年（昭和55年）/第31回                                                           | 別れても好きな人 | もんた&ブラザーズ | ロス・インディオス&シルヴィアとして出場。              |
| 1981年（昭和56年）/第32回                                                           | うそよ今夜も     | 沢田研二          | ロス・インディオス&シルヴィアとして出場。              |
| 1982年（昭和57年）/第33回                                                           | コモエスタ赤坂   | 加山雄三          | ロス・インディオス&シルヴィアとして出場。              |
| 1983年（昭和58年）/第34回                                                           | アマン           | 研ナオコ          | 菅原洋一のサポートであるため、正式な出場には含まない。 |
| - 出場したすべての映像が現存し、『思い出の紅白歌合戦』（NHK BS2）内で再放送された。 |                  |                   |                                                        |

## CM
- 「味の素のほんだし」
- 「たかの友梨ビューティクリニック」
- 「さつま小鶴」

## ラジオ番組
- 「シルヴィアの別れても好きな曲」（アール・エフ・ラジオ日本、毎週土曜日17時40分から17時55分）

## テレビドラマ出演
- 新・女捜査官 第14話「闇の踊るホステス連続紋殺魔」（朝日放送、1983年7月15日）

## グラビア
- GORO （小学館、1981年3月26日号 No.7）
- GORO （小学館、1981年6月11日号 No.12）-撮影、 野村誠一
- GORO （小学館、1984年10月13日号 No.20）-撮影、 大竹正明
- 週刊プレイボーイ （集英社、1984年12月4日号 No.50）-撮影、 田辺靖雄